# Prováděcí zákon
Prováděcí zákon je všeobecné označení pro zákon, který provádí nějaké obecné ustanovení ústavy, tedy upravuje podmínky a podrobnosti dotyčné oblasti ústavního práva.
K vydání prováděcího zákona ústava vždy obsahuje tzv. blanketní právní normu. Viktor Knapp ovšem uvádí, že i když je podrobnější úprava nějaké ústavní věci nebo provedení některého ústavního ustanovení svěřeno „obyčejnému“ zákonu, stále jde z právněteoretických důvodů o zákon originární, neodvozený od původní právní normy. Tím se liší od vyhlášek správních orgánů nebo nařízení vlády, vydávaných na základě výslovného zmocnění originární právní normou.
Podle české Ústavy jsou prováděcími zákony např.:
- zákon č. 186/2013 Sb., o státním občanství České republiky (čl. 12 odst. 1 Ústavy)
- zákon č. 3/1993 Sb., o státních symbolech České republiky (čl. 14 odst. 2 Ústavy)
- zákon č. 352/2001 Sb., o užívání státních symbolů České republiky (čl. 14 odst. 2 Ústavy)
- zákon č. 247/1995 Sb., o volbách do Parlamentu České republiky (čl. 20 Ústavy)
- zákon č. 90/1995 Sb., jednací řád Poslanecké sněmovny (čl. 24, 30 odst. 2, 31 odst. 2 Ústavy)
- zákon č. 107/1999 Sb., jednací řád Senátu (čl. 24, 30 odst. 2, 31 odst. 2 Ústavy)
- zákon č. 275/2012 Sb., o volbě prezidenta republiky (čl. 58 Ústavy)
- zákon č. 491/2001 Sb., o volbách do zastupitelstev obcí (čl. 102 odst. 2 Ústavy)
- zákon č. 130/2000 Sb., o volbách do zastupitelstev krajů (čl. 102 odst. 2 Ústavy)
- zákon č. 2/1969 Sb., o zřízení ministerstev a jiných ústředních orgánů státní správy České republiky (čl. 79 odst. 1 Ústavy)
- zákon č. 283/1993 Sb., o státním zastupitelství (čl. 80 odst. 2 Ústavy)
- zákon č. 6/2002 Sb., o soudech a soudcích (čl. 82 odst. 2 a 3, 91 odst. 2, 93 odst. 2, 94 Ústavy)
- zákon č. 182/1993 Sb., o Ústavním soudu (čl. 88 odst. 1 Ústavy)
- zákon č. 166/1993 Sb., o Nejvyšším kontrolním úřadu (čl. 97 odst. 3 Ústavy)
- zákon č. 6/1993 Sb., o České národní bance (čl. 98 odst. 2 Ústavy)